# 史天倪
史天倪（1187年—1225年），字和甫，永清（金朝时期属于中都路管辖，今属河北）人，
史天倪是史秉直长子。他家是真定地区的有力军阀，本来侍奉金国，1213年乘著金国受蒙古帝国猛攻，内纷困扰之际降于成吉思汗的大将木华黎，史天倪开始为万户，随从木华黎略地三关，至东海，所过之地，城池皆破。他组织一万人为义兵，号称清乐军。所向无敌，占领三河、蓟州。1215年，奉命南征，围攻平州，进真定府、围攻大名府。1216年，在乐安击败降金的清州监军王守约，平州推官合达。1225年，被武仙用计杀害。弟弟史天泽。儿子史楫、史权。

## 延伸阅读
[在维基数据编辑]
 《元史/卷147》，出自宋濂《元史》
 《新元史/卷138》，出自柯劭忞《新元史》